# Александров Борис Георгійович
Александров Борис Георгійович (нар. 17 квітня 1958, Одеса — пом. 4 грудня 2019, Одеса) — доктор біологічних наук, професор, член-кореспондент НАН України, директор Інституту морської біології НАН України (Одеса).

## Життєпис
Народився 17 квітня 1958 р. в Одесі, 1980 року закінчив Одеський університет ім. Мечникова, спеціальність — «біологія».
Кандидатська дисертація: «Екологічні аспекти розподілу та розвитку личинкових стадій організмів перифітону північно-західної частини Чорного моря» (1988).
Докторська дисертація: «Гідробіологічні основи управління станом прибережних екосистем Чорного моря» (2002).
З 1994 року й до 2014 р. був керівником Одеського філіалу Інституту біології південних морів ім. Ковалевського НАН України.
2 липня 2014 року (постанова № 161 Президії НАН України), Одеську філію Інституту біології південних морів ім. Ковалевського НАН України реорганізований у Інститут морської біології НАН України, директором якого залишився Александров.
6 березня 2015 став Членом-кореспондентом НАН України (Відділення загальної біології, спеціальність: еволюційна зоологія).
Трагічно загинув під час пожежі в Інституті морської біології 4 грудня 2019 року.

## Наукові праці
- Килийская часть дельты Дуная весной 2000 г.: состояние экосистем и последствия техногенных катастроф в бассейне [Текст] / НАН Украины, Одес. фил. Ин-та биологии южных морей ; ред. Б. Г. Александров. — Одесса, 2001. — 1-126. — ISBN 966-02-2186-Х.
- Александров Б. Г. Гидробиологические основы управления состоянием прибрежных экосистем Черного моря [Текст]: дис… д-ра биол. наук: 03.00.17 / НАН Украины, Ин-т биологии южных морей им. А. О. Ковалевского, Одес. фил. — Одесса, 2002. — 1-466.
- Александров, Б. Г. Гидробиологические основы управления состоянием прибрежных экосистем Черного моря: [монография] / Б. Г. Александров ; НАН Украины, Одес. фил. Ин-та биологии южных морей им. А. О. Ковалевского. — Наукова думка, Київ, 2008. — 1-344. — (Проект «Наукова книга»). — ISBN 978-966-00-0800-7.
- Наука в Южном регионе Украины (1971—2011) [Текст] / [Б. Г. Александров и др.; ред. С. А. Андронати]; Нац. акад. наук Украины, Юж. науч. центр. — Одеса, Фенікс, 2011. — 1-699. — ISBN 978-966-438-569-2.
- Основи екології [Текст]: довід. для студ. класич. ун-тів / [В. В. Заморов та ін.] ; Одес. нац. ун-т ім. І. І. Мечникова. — О. : Одес. нац. ун-т, 2012. — 1-115. — ISBN 978-617-689-020-1.

## Вшанування пам'яті

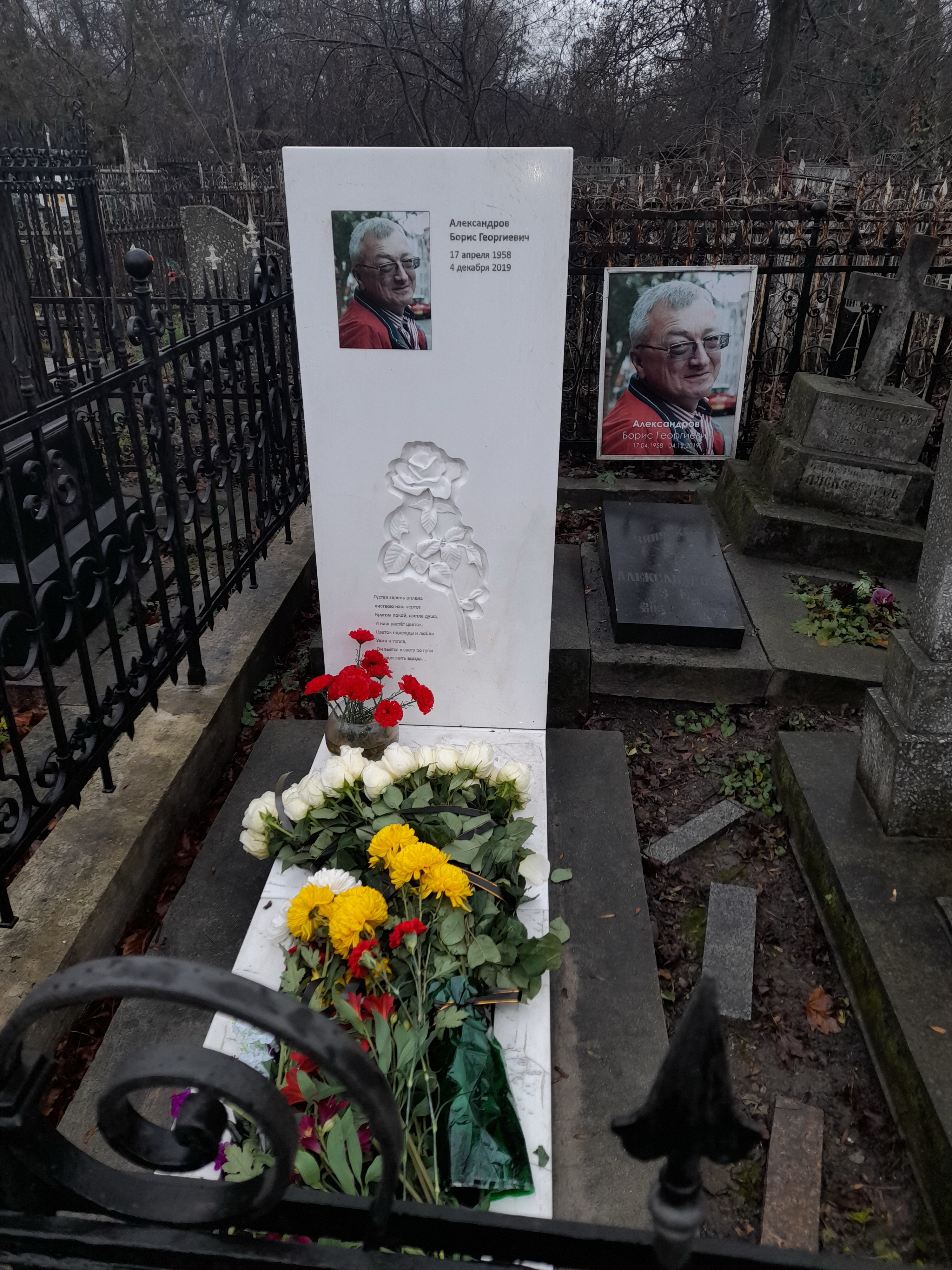
Могила Бориса Александрова

29 жовтня 2021 року судно «Belgica», яке Україна отримала в подарунок від уряду Бельгії отримала нову назву «Борис Александров». Судно використовуватимуть для моніторингу Чорного моря, зокрема, дослідження морського дна і збору екологічних даних.